# Frequency
Frequency (bra: Alta Frequência; prt: Frequência) é um filme estadunidense de 2000, dos gêneros drama, fantasia, ficção científica e suspense, dirigido por Gregory Hoblit, escrito por Toby Emmerich e estrelado por Dennis Quaid e Jim Caviezel.

## Prêmios e indicações
| Prêmio             | Categoria              | Recipiente                                                   | Resultado |
| ------------------ | ---------------------- | ------------------------------------------------------------ | --------- |
| Globo de Ouro 2001 | Melhor canção original | Jenny Yates, Garth Brooks ("When You Come Back To Me Again") | Indicado  |

## Sinopse
Numa noite de tempestade, um jovem policial encontra o aparelho de radioamadorismo de seu pai e sintoniza uma estranha frequência, passando a falar com outro radioamador em 1969 — seu pai, que morrera num incêndio naquele ano. Atônito, ele tenta evitar o trágico acidente de 30 anos antes, sem pensar nas consequências que isso pode acarretar ao presente e ao futuro.

## Elenco
| Nome                | Personagem                 |
| ------------------- | -------------------------- |
| Dennis Quaid        | Frank Sullivan             |
| James Caviezel      | John Sullivan              |
| Shawn Doyle         | Jack Shepard               |
| Elizabeth Mitchell  | Julia 'Jules' Sullivan     |
| Andre Braugher      | Satch DeLeon               |
| Noah Emmerich       | Gordo Hersch               |
| Melissa Errico      | Samantha Thomas            |
| Daniel Henson       | Johnny Sullivan com 6 anos |
| Jordan Bridges      | Graham 'Gib' Gibson        |
| Stephen Joffe       | Gordo Hersch com 8 anos    |
| Jack McCormack      | Comandante Butch O'Connell |
| Peter MacNeill      | Butch Foster               |
| Michael Cera        | Gordy Jr. com 10 anos      |
| Marin Hinkle        | Sissy Clark                |
| Richard Sali        | Chuck Hayes                |
| Nesbitt Blaisdell   | Fred Shepard               |
| Joan Heney          | Laura Shepard              |
| Jessica Meyer       | Adolescente fugitiva       |
| Kirsten Bishop      | Carrie Reynolds            |
| Rocco Sisto         | Daryl Simpson              |
| Rosemary De Angelis | Sra. Finelli               |
| Dick Cavett         | ele mesmo                  |
| Brian Greene        | ele mesmo                  |
| Melissa Fitzgerald  | Linda Hersch               |
| Tucker Robin        | Frank Jr.                  |
| Barney Cheng        | Barney                     |

## Produção
O filme recebeu sinal verde para produção em 21 de janeiro de 1999. Dizia-se que Sylvester Stallone assumiria o papel de Frank Sullivan em 1997, mas desistiu do acordo após uma disputa sobre salário. Também houve boatos de que Renny Harlin seria o diretor do filme. Gregory Hoblit leu o roteiro pela primeira vez em novembro de 1997, dezoito meses após a morte de seu pai. Em uma entrevista em 2000, logo após o lançamento americano de Frequency, ele descreveu o filme como "alto risco", já que o projeto já havia sido aprovado por vários diretores, incluindo um dos que tinham o dobro do orçamento concedido a Hoblit. Na mesma entrevista, ele descreveu a dificuldade que tinha para encontrar os dois protagonistas. Hoblit percebeu que precisava de um "ator experiente" para interpretar Frank Sullivan, e assim se estabeleceu em Dennis Quaid.

## Recepção

### Bilheteria
Frequency recebeu críticas geralmente positivas. Baseado em 123 resenhas coletadas pelo Rotten Tomatoes, o filme tem um índice de aprovação de 70% (Fresh) com o consenso como "uma mistura estreita de surpresas e suspense [que] mantém o público fascinado". Roger Ebert chamou o enredo do filme de "artificial", mas deu ao filme uma crítica favorável. Ele também apontou semelhanças com os filmes The Sixth Sense e Ghost.
Frequency faturou US$ 68 milhões no mundo todo e foi lançado em 2.621 salas nos Estados Unidos. Frequency foi nomeado para o Prêmio Hugo de Melhor Apresentação Dramática, mas acabou perdendo para Crouching Tiger, Hidden Dragon. A música final do filme, "When You Come Back to Me Again", foi indicada ao Globo de Ouro. Escrita por Jenny Yates e Garth Brooks (interpretada apenas por Brooks), a música não conseguiu vencer, perdendo para "Things Have Changed" do filme Wonder Boys.

## Mídia doméstica
Frequency foi lançado em DVD em 31 de outubro de 2000 e no VHS em 3 de abril de 2001. Mais tarde, foi lançado em Blu-ray em 10 de julho de 2012.

## Adaptação para a TV
Em novembro de 2014, foi relatado que o showrunner de Supernatural Jeremy Carver estava em negociações para produzir uma nova adaptação/reinicialização de uma série de televisão baseada no filme da rede de televisão NBC. O escritor do filme Toby Emmerich está ligado para servir como produtor da série. A NBC o aprovou e um piloto foi encomendado na The CW em janeiro de 2016. A série foi cancelada após uma temporada em 8 de maio de 2017.